# Рибњак
Рибњак је вештачки изграђена или прилагођена водена површина намењена за узгој рибе, која се по потреби може празнити или пунити водом. Може се сматрати пољопривредним земљиштем које је покривено водом, а на којем се ствара одређена биомаса. Та биомаса састоји се од фитопланктона, зоопланктона, макрофита и фауне бентоса. У систему копнених вода рибњаци заузимају посебно место, јер су под већим утицајем човека него било који други тип копнених вода.
Вода рибњака може да буде слатка или слана. Обезбеђена инфраструктура рибњака за пуњење и претапање воде осигурава потпуну испражњење језера за време риболова. Током производње, рибњак се вештачки ђубри.
Узгој рибе у рибњацима регулисан је Законом о заштити и одрживом коришћењу рибљег фонда.

## Класификација рибњака
Рибњаци се обично деле према врстама риба које се у њима узгајају, и то на:
- хладноводне, углавном за узгој салмонида и
- топловодне или шаранске рибњаке, у којима се узгаја шаран као главна риба.

Тип рибњака одређују климатски услови и квалитет воде. Они одређују и специфичност технолошког процеса и комплекс рибарско-техничких и интензификацијских мера који осигуравају постизање максимално могућих приноса. При томе је посебно важна мобилизација свих могућности за повећање и искоришћавање природне прехрамбене базе рибњака. Неопходно је осигурати оптималну средину за живот риба повољним хидрохемијским стањем, регулисањем и рационалним искоришћавањем биолошког кружног тока материје у води.
Рибњаци се такође могу поделити и према намени, и то на:
- економске рибњаке,
- спортско-рекреативне рибњаке,[1]
- украсне рибњаке.

Спортско-рекреативно рибарство пружа велики потенцијал у области спортско-рекреативног туризма.

### Украсни рибњаци
Украсни или вртни рибњаци нису исто што и класични мали рибњаци. Намена им није иста, а и концепција одржавања биолошке равнотеже воде у рибњаку се разликује. Пре свега, у вртним рибњацима се држе украсне (тзв. златне) рибе, као што су кои шарани, али и караши (јапанке, златне рибице и сл.), украсни лињаци, црвенперке и сл. Ипак, глобално најпознатије и најзаступљеније врсте су кои шаран и златна рибица. Кои је у ствари обични шаран, само регресивном, пажљивом селекцијом створен украсни сој у древном Јапану. Златна рибица је настала на исти начин, у древној Кини, од бабушке (сребрног караша). Ове рибе живе на отвореном простору током целе године и добро подносе зиму.
Постоје два концепта украсног рибњака:
- У првом случају украсне рибе се држе током целе године у рибњаку. Битно је да је дубина воде преко 1,5 м, да би се обезбедило успешно презимљавање.
- У другој варијанти рибњак се празни у јесен, а рибе изловљавају и премештају у велике акваријуме или бачве у затвореном, од хладноће заштићеном простору.

Украсни рибњаци могу бити конципирани са нагласком на држање риба, без великих улагања у естетику самог рибњака или са нагласком на естетику, када се пажљиво уређује базен заједно са рибама и биљкама. Такође, може да се формира и украсни рибњак са изразитим нагласком на водено биље и пратећим, минималним насадом риба.
У класичним мини рибњацима биолошка равнотежа се постиже развојем здравог фитопланктона, где долази до замућења воде у благо зелену боју воде, што је знак биолошки здраве средине. У таквој средини присутне рибе се осећају добро и остају здраве. Код украсних рибњака такође је битна биолошка равнотежа у води, али се истовремено тежи да вода буде кристално бистра скроз до дна, да би се уживало у погледу на украсне рибе. У овом случају све алге (било да су добре или штетне) су непожељне, а пошто оне теже да се размножавају и бујају, морају се уклањати јаком филтрацијом и додавањем одређених препарата који заустављају њихов раст и размножавање.

## Животни услови у рибњаку
За живот риба и других организма који живе у води рибњака неопходно је 10 важних и 7 мање важних хемијски елемената. За основне елементе сматрају се: кисеоник, водоник, угљеник, азот, сумпор, фосфор, калијум, калцијум, магнезијум и гвожђе. Мање важни су натријум, хлор, флуор, силицијум, манган, јод и арсен. Недостатак неког од њих може довести до негативних последица и пореметити биолошку равнотежа унутар рибњака. Кисеоник је најбитнији јер је без њега немогућ живот. Део кисеоника обезбеђује се из атмосфере, а део производе водене биљаке. Ако је осигурана биолошка равнотежа, допуна кисеоника у води је непрекидна и довољна. Ако је равнотежа поремећена, настаје несташица кисеоника која може бити изазвана труљењем органске материје, мањком светлости, повећањем температуре воде или загађењем. Дуготрајна несташица кисеоника изазива код риба смањење активности, а самим тим и конзумацију хране, чиме се риба исцрпљује и смањује јој се општа отпорност. Допуна кисеоника осигурава се протицањем свеже воде кроз рибњак и аерацијом, а зими отклањањем ледене коре ради довода ваздуха. Садржај кисеоника у великој мери зависи од температуре - што је вода хладнија способнија је да раствори више кисеоника.
За узгој риба и уопште животиња у води, највише одговара вода са пХ вредностима од 7.5 до 8. ПХ вредност воде је током зиме и јесени углавном постојана, док лети долази до великих дневних колебања услед развоја фитопланктона, односно потрошње угљен-диоксида у асимилационим процесима и његово ослобађањем у процесима дисања. Нарочито се велике осцилације јављају у време развоја модрозелених алги. У рибњаке могу доспети и токсичне материје, које су апсолутно непожељне. Хлор, феноли, амонијак и други могу настати као нуспроизвод неких процеса у рибњаку, мада много чешће могу загадити природу као индустријски отпад. О њиховој концентрацији се мора строго водити рачуна.

## Продуктивност рибњака
У технолошком узгоју рибе важну улогу има продуктивност рибњака, од које зависи укупно произведена количина рибе по хектару, и помоћу које се прати просечна маса рибе, квалитет меса и процентуални садржај масти.
Рибњаци се према њиховој продуктивности деле на:
- високо продуктивне рибњаке и
- рибњаке мале продуктивности.

Високо продуктивни рибњаци захтевају унос толико вештачког ђубрива да се садржај и састав органских и минералних материја и биогених елемената у њима не смањује, под условом да се кисеонички режим одржава у оптималним границама. Рибњаци мале продуктивности ђубре се већим количинама вештачког ђубрива ради побољшања физичко-хемијског састава дна и воде рибњака, али тако да кисеонички режим остане у оптималним границама. То значи да на лошим земљиштима треба више улагати, а самим тим и производно финансијски ефекат је мањи.

## Ђубрење и прихрана
Да би се створили што повољнији услови за узгој рибе сва расположива фитомаса и зоомаса мора се у потпуности искористити за исхрану, што је основа јефтине производње у шаранским рибњацима. Код узгоја рибе укључују се неке научне дисциплине које се уопште примењују у сточарству: селекција, исхрана и зоохигијена. Посебно је важно пратити хидрохемијски режим, који се специфично мења унутар узгојног раздобља. Важну улогу има и примена агротехничких мера (ђубрење азотом и фосфором), што омогућава повећање фитомасе, а тиме преко храњења и повећавање продуктивности рибњака. За одређивање оптималног квалитета и квантитета ђубрива неопходно је вршити хемијску анализу дна и воде, као и хидробиолошке анализе.

### Храна за рибе
Већину риба привлачи све што плива или се креће по рибњаку. Најчешће коришћена храна за рибњак су водене бубе (Daphnia) и црвени црви, који су доступни у трговачкој мрежи. Осталу храну, као што су на пример Bosmina, Cyclops, ларве комараца и за веће рибе водена стипавица налазе се у природи. Храна за рибњак може бити пресудан елемент у условима порибљавања.